# Tryggve Jerneman
Per Tryggve Jerneman, född 25 december 1896 i Stockholm, död där 12 januari 1982, var en svensk skådespelare.

## Filmografi
- 1929 – Konstgjorda Svensson
- 1936 – 33.333
- 1940 – Beredskapspojkar
- 1940 – Vi Masthuggspojkar
- 1941 – Uppåt igen
- 1942 – En äventyrare
- 1944 – Vår Herre luggar Johansson
- 1944 – Skeppar Jansson
- 1944 – Fia Jansson från Söder
- 1945 – Tre söner gick till flyget
- 1945 – Svarta rosor
- 1945 – Idel ädel adel
- 1947 – Stackars lilla Sven
- 1947 – Tappa inte sugen
- 1949 – Bara en mor

## Teater

### Roller (ej komplett)
| År   | Roll                    | Produktion                                          | Regi          | Teater            |
| ---- | ----------------------- | --------------------------------------------------- | ------------- | ----------------- |
| 1923 | En brevbärare           | Som medlem av familjen Emil Gade                    | John Norrman  | Lilla Folkteatern |
| 1928 | Arbetare                | Hoppla, vi lever! (Hoppla, wir leben!) Ernst Toller | Per Lindberg  | Dramaten          |
| 1929 | Lars Remming Söderkvist | Handen Åke Sundborg                                 | Hugo Bolander | Lilla Folkteatern |